# Johann Albrecht Widmanstetter
Johann Albrecht Widmanstetter (alternative Schreibweise Widmannstetter, * um 1506 in Nellingen bei Ulm; † 28. März 1557 in Regensburg) war ein deutscher Humanist, Diplomat, Theologe sowie Philologe.
Widmanstetter gilt neben Johannes von Reuchlin und Sebastian Münster, an dessen Kosmographie er mitarbeitete, als einer der Begründer der Orientalistik. Verheiratet war er seit dem 15. Januar 1542 mit Anna von Leonsberg, einer illegitimen Tochter von Ludwig X., Herzog von Bayern (1495–1545) und Stieftochter des Reichsvizekanzlers Jakob von Jonas. Seine Büchersammlung, die über 800 Bände umfasste, worunter sich mehr als dreihundert Handschriften vor allem in Hebräisch und Arabisch befanden, wurde von Herzog Albrecht V. von Bayern für seine Hofbibliothek erworben und bildete den Grundstock für die bis heute außerordentlich bedeutsame Sammlung orientalischer Handschriften der Bayerischen Staatsbibliothek. Außerdem enthielt die Sammlung auch Werke zur klassischen Philologie, zur Theologie und naturkundliche Schriften, unter anderem aus dem Bereich der Medizin.

## Leben
Johann Albert Widmanstetter wurde in Nellingen bei Ulm geboren. Sein jüngerer Bruder Philipp Jakob hat über ihn die Jesuiten kennengelernt und wurde später Rektor des Kollegs in Braunsberg/Ermland. Johann Albert hat beim Pfarrer des Ortes so gut Latein und Griechisch gelernt, dass Johannes Reuchlin, der ihn anlässlich eines Besuches bei jenem kennengelernt hatte, ihn gefördert und an die Universität Tübingen geholt hat.
Widmanstetter studierte dort Rechtswissenschaften, Theologie und orientalische Sprachen und besuchte auch die Universitäten Freiburg, Heidelberg und Basel. Unter seinen Lehrern im deutschsprachigen Raum befanden sich Jakob von Jonas, Georg Pictorius, Sebastian Münster, Peter Bitterlin (gräzisiert Pikreus, gest. 1544 in Ulm), Alban Thorer, Hieronymus Gemusaeus, Glarean und Johann Amerbach.
Nach 1527 setzte er seine Sprachstudien in Italien weiter fort. In die Dienste Kaiser Karls V. getreten und mit dem kaiserlichen Heer in Turin stationiert, wurde er eingeladen, Homer-Vorlesungen an der dortigen Universität zu halten. Nach Turin studierte er auch in Neapel und Rom. Sein sprachlicher Schwerpunkt lag beim Syrischen und Arabischen. Letzteres studierte er unter anderem 1532 bei Aegidius de Viterbo sowie von dem Spanier Jakob Lopez Stunica und von in Italien lebenden afrikanischen Migranten. Koranstudien betrieb er bei Benjamin Arignanus in Rom. Von 1533 an war er päpstlicher Sekretär, erst bei Clemens VII., dann bei Paul III.
Im Jahr 1533 hielt Widmanstetter eine Vorlesungsreihe in Rom, in der er die Theorien von Nicolaus Copernicus erläuterte, vermutlich hauptsächlich auf Basis des Commentariolus von 1509, da Copernicus sein Hauptwerk De revolutionibus orbium coelestium trotz Drängen von Freunden erst kurz vor seinem Tod 1543 veröffentlichte. Die Vorlesungen stießen bei Kardinälen und Clemens VII. auf großes Interesse.
1535 wurde er Sekretär bei Nikolaus Kardinal von Schönberg, dem Erzbischof von Capua. Der Kardinal schrieb, vermutlich aufgrund der Vorlesungen Widmanstetters, im Jahre 1536 einen Brief an Copernicus, in dem er diesen zur Veröffentlichung seines Werkes drängte.
Für Ludwig X., seinen Schwiegervater, war er nach seiner Rückkehr nach Bayern von 1539 bis 1545 als Rat tätig und unternahm in seinem Auftrag zahlreiche Reisen, unter anderem erneut nach Rom und Gent. Nach dessen Tode 1545 wechselte er in den Dienst von dessen Bruder, Herzog Ernst (1500–1554), der von 1540 bis 1554 Erzbischof von Salzburg war. Von 1546 bis 1552 war er Kanzler und Archivar von Kardinal Otto von Waldburg, dem Bischof von Augsburg. Auf dem Augsburger Reichstag von 1548 wurde er am 2. März vom Kaiser in den Ritterstand erhoben.
1551 folgte die Ernennung zum kaiserlichen Hofpfalzgrafen, und im darauf folgenden Jahr (1552) trat er als Kanzler der österreichischen Länder in den Dienst König Ferdinand I. 1554 wurde er zum Superintendenten der Universität Wien ernannt. Hier lernte er die ersten Jesuiten und Petrus Canisius kennen, hat sich um die Reform der Universität verdient gemacht und hatte schon 1552 die Gründung eines Jesuitenkollegs in Wien befördert.
Papst Paul III. bestellte ihn 1541 zum Diakon, um für die Papstmesse die Rolle des Diaconus graecus zu
besetzen. Mit päpstlicher Erlaubnis heiratete Widmanstetter 1542. Nach dem Tode seiner Frau im Jahr 1556 wurde er am 24. Februar 1557 zum Priester geweiht und trat in das Regensburger Domkapitel ein, wo er etwas über einen Monat später verstarb und dort am 28. März 1557 begraben wurde.
Widmanstetter hatte drei Töchter, darunter Virginia Kassandra von Widmanstetter die am 21. Februar 1574 Christoph Stürgkh auf Plankenwarth († 3. November 1594) heiratete, Regimentsrat, Landmann im steiermärkischen Ritterstand; er war der nähere Stammvater der Adelsfamilie Stürgkh, die 1638 in den Freiherrnstand und 1715 in den Reichsgrafenstand erhoben wurde und bis heute blüht. Ein Brief von Widmanstetters Bruder, der am 9. September 
1. Oktober 1556 in Ingolstadt erschien, ist einem Sohn Johann Albert,' gewidmet, bei dem es sich aber um einen Neffen handeln dürfte.

## Bedeutung
Bedeutung hat Widmanstetter bis heute vor allem als Mitbegründer der Orientalistik, in der er als Wegbereiter für die Beschäftigung mit der Syrischen Sprache gilt und die er in kirchlichem Interesse betrieb. Davon zeugen seine Veröffentlichung des Neuen Testaments in syrischer Sprache, die er mit der Unterstützung Ferdinands I. aus einem Manuskript, das der Priester Moses von Mardin aus Mesopotamien mitgebracht hatte, erstellte. Dieser Druck war auch der erste Druck in einer orientalischen Sprache in Wien. Ungedruckt blieben eine Reihe seiner Arbeiten, so eine syrische und eine arabische Grammatik und eine Übersetzung des Korans ins Lateinische. Seine Autobiographie ist verschollen.
Der damaligen Gelehrtentradition folgend, schrieb er nicht nur unter seinem Namen, sondern auch unter dem Pseudonym Lucretius. Weitere Varianten seines Namens sind: Widmestadius, Widmanstadt und Widmenstadius.
In den 1540er Jahren sorgte ein erbitterter Rechtsstreit mit seinem ehemaligen Freund Ambrosius von Gumppenberg für Aufsehen, der auch in Streitschriften beider Kontrahenten sowie Dritter seinen Niederschlag fand. Widmanstetter bezichtigte Gumppenberg, der im Auftrag des Bischofs von Eichstätt, für den auch er selbst in Rom tätig war, der Veruntreuung von Geldern und des unredlichen Verhaltens. Gumppenberg seinerseits behauptete, Widmanstetter sei jüdischer Abstammung und lutherischer Gesinnung. Darüber hinaus bezichtigte er ihn eines unsittlichen Lebenswandels. Widmanstetter wiederum behauptete, Gumppenberg habe ihn durch einen Hausgenossen ermorden lassen wollen. Der Streit zog sich durch mehrere weltliche und geistliche Instanzen.
Ein zeitgeschichtlich interessanter Aspekt ist dabei auch die von den Kontrahenten disputierte Frage der Statthaftigkeit oder Unstatthaftigkeit von Duellen. Widmanstetter gab in seiner Streitschrift an, Gumppenberg habe zwei Bekannte veranlasst, ihn zu fordern. Der von ihm davon unterrichtete Herzog Ludwig habe daraufhin den Papst ersucht, solcherlei Treiben durch die Beendigung des langen Prozesses zu unterbinden. Auch könne er selbst als Doktor des weltlichen Rechtes und wegen seines Gelübdes des portugiesischen St.-Jakobs-Ordens das Duell nicht gutheißen. Widmanstetters Gegner wiederum ziehen ihn in ihren Schriften der Majestätsbeleidigung, da er diese in Italien und Spanien ehrenhafte Sitte, die auch unter Königen in der Form des ritterlichen Zweikampfes vorkomme, als Schlächterei (carnificina) bezeichnet habe. Gumppenberg selbst kam für einige Zeit 1540 in Rom in Haft, wurde aber nach kurzer Zeit wieder frei gelassen.

## Werke (Auswahl)
- 1541/42: Sacrarum ceremoniarum sive rituum ecclesiasticorum sanctae romanae ecclesiae libri tres
- 1543: Notae contra Mohammedis dogmata
- 1552: Von den geistlichen und weltlichen Wappen eines Ritters (Dillingen)
- 1555: Liber sacrosancti Evangelii de Jesu Christo Domino et Deo nostro (Wien)
- 1555: Syriacae linguae ... prima elementa (Wien)[11]; auch 1572 in Antwerpen erschienen